# 李禎 (端王)
李祯，唐朝皇子，是唐昭宗之子，生母不详，《新唐书》中排序在昭宗第十二子李祥之后。
天祐元年（904年）二月廿九日，李祯被他父亲唐昭宗封为端王。其后事迹不详。